# Фаунистический комплекс
Фаунистический комплекс — животный мир (фауна), связанный с определёнными растительными объединениями (сообществами, экосистемами).
Существуют следующие фаунистические комплексы: лесные, степные, луговые, болотные, пресных водоёмов и тому подобное.

## Описание
По В. В. Кучеруку (1959) и И. Л. Кулик (1972), фаунистический комплекс — это совокупность видов, распространённых только в определённой природной зоне или тех, которые имеют в ней оптимум ареала.
По Н. В. Тупиковой (1975), «фаунистический комплекс — это специфический набор видов со сходным распространением, связанный общностью развития с определёнными типами ландшафтов; как следствие общей эволюции виды приспособлены друг к другу, к природно-территориальных комплексов… находят здесь оптимальные условия».
По М. Г. Олсуфьеву (1980), фаунистический комплекс — это группа видов, имеющих сходные ареалы и экологию.
По Ю. А. Дубровскому и. Л. Кулик (1979), «фаунистические комплексы животных… является одним из компонентов биогеоценозов» (с. 258). Как пишут эти авторы, эти критерии применимы для оценки принадлежности вида к фаунистических комплекса любой ландшафтной зоны". Следовательно, любой ландшафтной зоне свойственен свой фаунистический комплекс (почему только зоне, а не подзоне, тем более что в последних схемах зональности много подзон переводятся в ранг зоны?). И для каждой зоны «разрабатывается» (Дубровский, Кулик, 1979) свой фаунистический комплекс, пока в основном млекопитающих, затем, вероятно, последуют аналогичные работы по разнообразным группам животных.

## Примеры
Примеры фаунистических комплексов:
- Индрикотериевый фаунистический комплекс
- Гиппарионовый фаунистический комплекс
- Мамонтовый фаунистический комплекс